# Cynorta churubusci
Cynorta churubusci is een hooiwagen uit de familie Cosmetidae.